# دانييلي براشييلي
دانييلي براشييلي (بالإيطالية: Daniele Bracciali)‏ هو لاعب كرة مضرب إيطالي.

## وصلات خارجية
- دانييلي براشييلي على موقع رابطة محترفي التنس (الإنجليزية)
- دانييلي براشييلي على موقع الاتحاد الدولي لكرة المضرب (الإنجليزية)
- دانييلي براشييلي على موقع كأس ديفيز (الإنجليزية)
- دانييلي براشييلي على موقع خلاصة التنس.كوم (الإنجليزية)
- دانييلي براشييلي على موقع إي إس بي إن.كوم (الإنجليزية)
- دانييلي براشييلي على موقع اللجنة الأولمبية الدولية (الإنجليزية)
- دانييلي براشييلي على موقع أوليمبيديا (الإنجليزية)
- معلومات عن اللاعب